# Ciprian al Ciprului
Ciprian sau Kyprianos (în limba greacă: Κυπριανός, n. 1756, Strovolos, Cipru – d. 9 iulie 1821, Nicosia) a fost arhiepiscop al Ciprului și martir al neamului în perioada Revoluției grecești de la 1821. A fost executat de către turci prin spânzurare, împreună cu alți trei episcopi care au fost decapitați. Este considerat un ierarh cu vederi largi, personalitate dinamică și educație vastă.

## Copilăria și studiile
Ciprian s-a născut la Strovolos, în 1756. Părinții săi se numeau Gheorghe și Maria. Numele de familie al tatălui și numele de mirean al lui Ciprian rămân necunoscute.
De la o vârstă fragedă, a intrat ca novice la Mănăstirea Machairas, unde a primit educația elementară și a fost hirotonit diacon în 1783. Ulterior, în 1784, l-a însoțit în Moldova pe starețul mănăstirii sale, arhimandritul Haralambos, în cadrul călătoriei acestuia cu scopul de a obține ajutor economic pentru a face față datoriilor mari cu care se confrunta atunci așezământul său. Acolo a fost hirotonit preot  și a fost angajat ca paroh al bisericii domnești. În timpul șederii lui în Moldova, a studiat teologia și filologia în limba greacă la Academia Domnească din Iași, cu ajutorul principelui Mihail Șuțu.

## Întoarcerea în Cipru
În anul 1802, Ciprian s-a întors din Moldova în Cipru, împreună cu Haralambos, după ce și-au îndeplinit misiunea cu deplin succes. În continuare, Ciprian a preluat administrarea proprietăților mănăstirii din Strovolos, unde a lucrat cu sârguință, câștigându-și aprecierea superiorilor din Nicosia, care i-au recomandat arhiepiscopului Hrysanthos angajarea lui ca iconom al arhiepiscopiei. Și în această funcție, Ciprian a dat dovadă de un zel deosebit, demonstrând o gândire politică remarcabilă. Mai ales în 1804, când turcii s-au dedat la măceluri împotriva grecilor, punând în pericol și viața arhiepiscopului, nu numai că a reușit potolirea acestora, dar a contribuit și la întărirea puterii arhiepiscopului. 
Aceste evenimente au fost relatate în 1805 de un englez cu pseudonimul Ali-bei, care l-a caracterizat pe Ciprian drept „îngerul păzitor al conaționalilor lui”.

## Arhiepiscop al Ciprului

### Hirotonirea și lucrarea pastorală
În anul 1809, Ciprian este hirotonit episcop și la 30 octombrie 1810 devine arhiepiscop, ca succesor al lui Hrysanthos, decedat la o vârstă foarte înaintată în Chalkida, unde fusese exilat. Înlocuirea lui Hrysanthos de către Ciprian a fost stabilită dinainte, însă din cauza refuzului celui dintâi de a renunța la poziția sa de arhiepiscop, s-a creat o anomalie în funcționarea Bisericii Ortodoxe a Ciprului, care a durat până la moartea lui Hrysanthos în exil.
În 1812, Ciprian a finanțat fondarea „Școlii Grecești” (azi Gimnaziul Pancipriot) din Nicosia, în apropiere de Arhiepiscopie. Totodată, a elaborat și o scrisoare pastorală cu scopul de a combate epidemia de lăcuste, al căror număr crescuse puternic în Cipru în acea perioadă încât amenința direct producția agricolă a insulei. Concret, prin scrisoarea sa pastorală a înfierat superstițiile populare conform cărora lăcustele ar fi fost nemuritoare și în același timp și-a îndemnat enoriașii să nu aștepte stârpirea prin minune a insectelor, ci să treacă la acțiune. În 1815, a condamnat francmasoneria printr-o altă scrisoare pastorală, iar în 1820 a donat 6000 de piaștri pentru construirea școlii din Limassol.

### Inițierea în Eteria
Înainte de revoluție, Eteria a trimis în Cipru reprezentanți care i-au înștiințat pe Ciprian și ceilalți ierarhi de iminența începerii revoluției, însă în cele din urmă s-a hotărât ca Ciprul să nu se implice în lupta armată, deoarece poziția sa geografică făcea de neconceput această idee. Astfel, s-a decis ca participarea insulei să se limiteze doar la ajutorul material. Desigur și sugestiile despre caracterul riscant al implicării Ciprului în acțiunea armată din „Planul General” al Eteriei din 1820 sunt destul de clare: „Arhiepiscopul Ciprului, kir Kyprianos, a promis să contribuie cu bani și alimente, după posibilități (...) și în sfârșit să se gândească cum să își apere turma de locuitorii vrăjmași de acolo”.
Din cele expuse mai sus se observă că arhiepiscopul Ciprian era membru al Eteriei, dar data inițierii sale și identitatea celui care l-a inițiat rămân necunoscute. Nu a fost găsită nici corespondență purtată de el pe această temă, ceea ce înseamnă că el însuși a distrus toate urmele doveditoare. Totuși, în 1820 l-a găzduit pe eteristul Dimitrios Ipatros și i-a promis ajutor economic pentru Revoluția greacă de la 1821. Mai târziu, în luna octombrie a aceluiași an, Antonios Pelopidas (la ordinul lui Alexandru Ipsilanti) a fost trimis să preia contribuția arhiepiscopului.

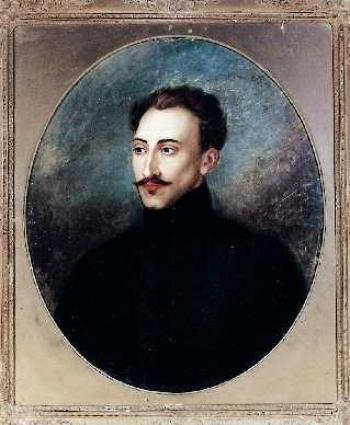
Alexandru Ipsilanti, conducătorul Eteriei

S-a păstrat o scrisoare a lui Alexandru Ipsilanti către Ciprian care spune următoarele:
„Preafericite și mult stimate Părinte,
Stimabilul domn Dimitrios Ipatros mi-a confirmat generoasa contribuție pe care Preafericirea Voastră i-a promis-o prin intermediul Școlii Peloponezului. Ca urmare, în calitatea mea de efor al acestei Școli, consider că este datoria mea indispensabilă să mulțumesc Preafericirii Voastre și să vă înștiințez că deschiderea Școlii se apropie. De aceea, îl trimit anume pe domnul Antonios Pelopidas, bărbat virtuos, respectabil și demn de toată încrederea, ca să adeveresc și prin viu grai ridicarea de mai sus a acestui sfânt lăcaș: Să binevoiască Preafericirea Voastră să grăbească trimiterea contribuțiilor atât ale Preafericirii Voastre, cât și ale celorlalți frați de neam, fie bănești, fie alimentare, către domnul Ioannis Pappas Diamantopoulos din vechiul Patras al Peloponezului, însoțindu-le sau de un trimis special sau de purtătorul acestei scrisori.
Sperând că Preafericirea Voastră va dori să binevoiască și să dovedească această contribuție demnă de marele zel și patriotismul său și al turmei sale, implor binecuvântarea Preafericirii Sale și rămân cu respect profund fiul fidel al Preafericirii Voastre

Alexandru Ipsilanti”
În scrisoarea de mai sus, principele A. Ipsilanti subînțelege prin Școala Peloponezului iminenta revoluție de la 1821.
Trebuie notat că eteriștii care vizitau Ciprul erau găzduiți ca elevi în subsolul Școlii Grecești din Cipru.

### Revoluția greacă de la 1821
Când a izbucnit Revoluția, sultanul turc a ordonat dezarmarea ciprioților – ceea ce a avut loc fără rezistență. Ciprian a încercat să-i convingă pe ciprioți să se supună ordinelor (o atitudine asemănătoare a avut și patriarhul Grigore al V-lea) și l-a asigurat pe pașa  Küçük Mehmet de obediența grecilor.
În ciuda acestor eforturi, arhimandritul Theofylaktos Thisefs a răspândit în Larnaca o proclamație, cu scopul de a-i ridica la luptă pe grecii din Cipru – ceea ce a fost denunțat de către guvernatorul turc la Înalta Poartă. Sultanul i-a dat lui Küçük permisiunea să aresteze participanții la această mișcare, să le confiște averile și să îi execute.

Spânzurarea martirului neamului Ciprian

La 9 iulie (într-o zi de sâmbătă), după ce conducătorii bisericești ai Ciprului au fost convocați de guvernatorul otoman Küçük Mehmet la o adunare în Nicosia și în urma aprobării date de sultan pentru execuții în masă, a avut loc deznodământul tragic al evenimentelor, prin spânzurarea arhiepiscopului Ciprian  de un dud din piața Seraiului (astăzi se află în sectorul turc al orașului). După această spânzurare, în aceeași zi, a urmat decapitarea a trei mitropoliți: Hrysanthos din Paphos, Meletios din Kition și Lavrentios din Kyrenia – ulterior, în Cipru au sosit 4000 de soldați din Egipt, care au terorizat populația insulei. Rămășițele pământești ale celor de mai sus au fost predate în ziua următoare, duminică 10 iulie, unui grup de preoți, care le-au îngropat în curtea bisericii Maicii Preciste (Παναγίας Φανερωμένης) din Nicosia – ulterior, acolo a fost construit un Mausoleu impunător, unde sunt păstrate până azi osemintele lor.
Execuțiile au continuat până la 14 iulie și au avut ca rezultat moartea a 470 sau 486 de persoane - 36 de ciprioți au trecut la islamism (deși unii dintre ei au revenit la credința creștină) și au reușit să scape de moarte.
Călătorul englez John Carne, care l-a cunoscut pe Ciprian pe durata șederii sale în Cipru, a relatat că arhiepiscopul i-a dezvăluit taina că autoritățile turcești așteptau doar un prilej ca să îl execute.

## Ciprian în artă
Σὺ ποῦ σκοτώθης γιὰ τὸ φῶς σήκου νὰ δῇς τὸν ἥλιο,

ξύπνα, νὰ δεὶς τὸ αἷμα σου πῶς ἔγινε βασίλειο. 

Tu, cel ucis pentru lumină, scoală să privești soarele, 

trezește-te să vezi cum sângele ți-a devenit regat. 
Poetul național al Ciprului, Vasilis Mihailidis, i-a dedicat mai multe versuri, inclusiv în poemele „9 iulie 1821 în Nicosia Ciprului” și „La moartea părintelui meu Ciprian”.
Moartea eroică a lui Ciprian l-a determinat pe pictorul cipriot Iorgos Mavroghenis să picteze tabloul „Spânzurarea martirului neamului Ciprian”, care se păstrează în prezent la Fundația Arhiepiscopului Macarie al III-lea.
Un monument din marmură (bust ridicat pe o coloană înaltă) al arhiepiscopului Ciprian a fost realizat de sculptorul Georgios Bonanos. Este plasat în apropierea palatului Arhiepiscopiei din Nicosia.
Un bust din bronz al arhiepiscopului Ciprian a fost dezvelit la 23 septembrie 2015 în Piața Prieteniei Româno-Elene din Iași, în prezența lui Mihai Chirica (viceprimarul cu atribuții de primar al municipiului Iași), a mitropolitului Teofan Savu al Moldovei și Bucovinei și a lui Dimitris Hatziargyrou (ambasadorul Republicii Cipru în România). Monumentul a fost realizat de sculptorul Ioan Ladea, cu sprijinul Ambasadei Ciprului în România, al Ministerului Educației și Culturii din Cipru, al Arhiepiscopiei Ciprului și al Camerei de Comerț și Industrie România-Cipru, în cadrul unui parteneriat aprobat de Consiliul Local Iași. Amplasarea acestui bust are scopul de a pune în evidență prietenia româno-elenă și de a contribui la strângerea legăturilor româno-cipriote, la încurajarea turismului religios la Iași și la promovarea orașului ca destinație istorică și culturală.

## Notă
1. ↑  Conform unei dedicații din Biserica Înțelepciunii Domnului, Ciprian și-a exprimat neliniștea față de revolta armată a ciprioților, întrucât considera că aceștia erau „neînarmați și fără experiență de luptă”.